# Horace Walpole
Horace Walpole, IV conte di Orford (Londra, 24 settembre 1717 – Londra, 2 marzo 1797), è stato un nobile e scrittore inglese, considerato il fondatore della letteratura gotica, autore de Il castello di Otranto, primo romanzo horror propriamente detto, e attivo in diversi ambiti e con vari interessi. Famoso fu il suo vasto epistolario con cui intratteneva dotte disquisizioni sui più disparati argomenti.

## Biografia
Walpole nacque a Londra il 24 settembre del 1717, ultimo di tre figli di sir Robert Walpole, ministro del governo sotto re Giorgio I e re Giorgio II. Fu educato a Eton e al King's College di Cambridge, dove s'iscrisse nel 1735. Nel 1737 morì la madre, lady Walpole, alla quale era profondamente legato, e lo stesso anno il padre si sposò con Maria Skerrett, la sua domestica. In compagnia del poeta Thomas Gray, collega di università, compì il Grand Tour, viaggiando, tra il 1739 e il 1741, in Francia e Italia. In quegli anni Walpole iniziò il suo celebre, brillante epistolario - più di tremila lettere di carattere politico, storico, artistico, letterario e mondano - al quale egli deve, assieme a Il castello di Otranto (1764), la sua fama di scrittore. 
Tornato in Inghilterra nel 1741, grazie all'appoggio del padre fu eletto in Parlamento, ma l'anno seguente, in seguito alla nomina del padre a conte di Orford, dovette trasferirsi a Houghton. Lì si occupò di catalogare i quadri di famiglia in un'opera pubblicata nel 1747 con il titolo di Aedes Walpolianae. Esordì nel 1748 come poeta, ma senza riscuotere molto successo.
Nel 1747 prese in affitto (ne ottenne la totale proprietà solo due anni dopo), sulle rive del Tamigi, nel sobborgo londinese di Twinkenham, la villa di Strawberry Hill, dedicandosi per circa un quarantennio a trasformarla in un vero e proprio piccolo castello, ben presto ammirato e famoso in tutta Europa, uno degli esempi del neogotico (gothic revival) basato su approccio letterario e teorico, visto che non cercò materiali appropriati e non si avvalse di maestranze specializzate per realizzarne l'arredo; nella camera da letto, detta Camera di Holbein, poiché sulle pareti erano copie di ritratti dell'artista, se il camino era ispirato alla tomba dell'arcivescovo Warham nella cattedrale di Canterbury, con il paravento sul disegno del coro di Rouen, utilizzò per la decorazione goticheggiante del soffitto: cartapesta e le sedie e il tavolo, per lui del periodo Tudor, erano in realtà della fine del Seicento e provenivano dalle Indie Orientali. La villa sarà perfino dotata, a partire dal 1757, di una tipografia privata, The Elzevirianum, che pubblicherà, fino al 1789, gran parte della produzione dello scrittore, oltre a pregevoli edizioni di classici e opere di amici, come le Odes di Thomas Gray con i disegni di R. Bentley.
Ed è quest'aura di neo-goticismo culturale, che fornirà a Chateaubriand, durante il suo volontario esilio in Gran Bretagna, una delle precipue ispirazioni  -se non la più significativa- per dar mano al progetto, realizzato editorialmente pochi mesi dopo la firma in Francia del Concordato -voluto da Napoleone I- tra Stato e Chiesa, del suo epocale 'Genio del Cristianesimo'.
Nel 1791, alla morte del nipote, Walpole assunse il titolo di Conte di Orford. Morì a Londra il 2 marzo del 1797, all'età di settantanove anni, e fu seppellito nella tomba di famiglia a Houghton.

## Fortuna letteraria
Nel 1751 iniziò a scrivere le proprie memorie, pubblicate solo nel 1791, ma ne interruppe la stesura per dedicarsi all'attività di editore nel 1757. Pubblicò il Catalogo dei reali e nobili autori d'Inghilterra, una sua significativa opera, più volte censurata; Walpole iniziò, partendo da questa esperienza, a scrivere Aneddoti sulla pittura in Inghilterra, fondamentale nello studio delle arti per tutto l'Ottocento.
In un mese del 1764 scrisse il romanzo Il castello d'Otranto, facendolo però passare per la traduzione dall'Italiano di un manoscritto del 1529. Solo dopo il grande successo ripubblicò l'opera firmandola con il proprio nome e togliendo la prefazione.
Il suo nome è anche legato al termine da lui coniato serendipity, un neologismo con il quale, soprattutto nel campo scientifico e delle esplorazioni geografiche, indica la casualità di una scoperta inattesa che non sia stata programmata perché se ne stava cercando un'altra. Horace Walpole utilizzò per la prima volta il termine in una lettera da lui indirizzata all'amico Horace Mann il 28 gennaio 1754. A ispirare Walpole fu la lettura della fiaba persiana dei Tre principi di Serendippo tradotta in italiano da Cristoforo Armeno. Nel racconto i tre protagonisti trovano sul loro cammino per caso o per capacità di osservazione tutte cose che non stavano cercando.
Conobbe Madame du Deffand, la sua maggiore corrispondente, a Parigi nel 1765 e iniziò la realizzazione de La madre misteriosa, una tragedia che riscosse grande successo anche grazie all'interessamento di Lord Byron.
Morì nel 1797. La sua prolifica produzione letteraria ispirò, nell'Ottocento, Edgar Allan Poe.

## Opere
La sua opera più famosa è Il castello di Otranto (ambientato ad Otranto, nel Salento), la cui prima edizione è del 24 dicembre del 1764 (il frontespizio, però, reca l'anno 1765), per la Thomas Lownds. Tra le sue altre opere si conta una tragedia, The Mysterious Mother (1768), e un volumetto di racconti, Hieroglyphic Tales (Racconti Geroglifici) del 1785, stampato in soli sei esemplari.
Tra le opere di argomento storico e artistico-antiquario vanno ricordate: Aedes Walpolianae (1747), A Catalogue of Royal and Noble Authors of England (2 voll., 1758), Historic Doubts on the Reign of King Richard III (1768), A Description of Strawberry Hill (1774), Anecdotes of Painting in England (5 voll., 1762-1780), Memories of the Last Ten Years of George II (1822).
Il suo epistolario è stato raccolto e curato da Wilmart Sheldon Lewis in una serie di 48 volumi con il titolo di The Yale Edition of Horace Walpole's Correspondence, edito tra il 1937 e il 1983.

## Ascendenza
|                                    |                  |                                     | Genitori                           |  |  | Nonni |  |  | Bisnonni           |  |  | Trisnonni      |  |
|                                    |                  |                                     |                                    |  |  |       |  |  | Sir Edward Walpole |  |  | Robert Walpole |  |
|                                    |                  |                                     |                                    |  |  |       |  |  | Sir Edward Walpole |  |  | Robert Walpole |  |
|                                    |                  | Susan Barkham                       |                                    |  |  |       |  |  | Sir Edward Walpole |  |  |                |  |
| Robert Walpole                     |                  |                                     |                                    |  |  |       |  |  | Sir Edward Walpole |  |  |                |  |
|                                    |                  | Susan Crane                         | Sir Robert Crane, I baronetto      |  |  |       |  |  |                    |  |  |                |  |
|                                    |                  | Susan Crane                         | Sir Robert Crane, I baronetto      |  |  |       |  |  |                    |  |  |                |  |
|                                    |                  | Susan Crane                         | Susan Alington                     |  |  |       |  |  |                    |  |  |                |  |
| Robert Walpole, I conte di Orford  |                  | Susan Crane                         |                                    |  |  |       |  |  |                    |  |  |                |  |
|                                    |                  | Sir Geoffrey Burwell                | Edmund Burwell                     |  |  |       |  |  |                    |  |  |                |  |
|                                    |                  | Sir Geoffrey Burwell                | Edmund Burwell                     |  |  |       |  |  |                    |  |  |                |  |
|                                    |                  | Sir Geoffrey Burwell                | Mary Pitman                        |  |  |       |  |  |                    |  |  |                |  |
| Mary Burwell                       |                  | Sir Geoffrey Burwell                |                                    |  |  |       |  |  |                    |  |  |                |  |
|                                    |                  | Elizabeth Derehaugh                 | Thomas Derehaugh                   |  |  |       |  |  |                    |  |  |                |  |
|                                    |                  | Elizabeth Derehaugh                 | Thomas Derehaugh                   |  |  |       |  |  |                    |  |  |                |  |
|                                    |                  | Elizabeth Derehaugh                 | Mary Sheppard                      |  |  |       |  |  |                    |  |  |                |  |
| Horace Walpole, IV conte di Orford |                  | Elizabeth Derehaugh                 |                                    |  |  |       |  |  |                    |  |  |                |  |
|                                    | Sir John Shorter | John Shorter                        |                                    |  |  |       |  |  |                    |  |  |                |  |
|                                    | Sir John Shorter | John Shorter                        |                                    |  |  |       |  |  |                    |  |  |                |  |
|                                    | Sir John Shorter | Susan Forbis                        |                                    |  |  |       |  |  |                    |  |  |                |  |
| Sir John Shorter                   | Sir John Shorter |                                     |                                    |  |  |       |  |  |                    |  |  |                |  |
|                                    |                  | Isabella Birkett                    | John Birkett                       |  |  |       |  |  |                    |  |  |                |  |
|                                    |                  | Isabella Birkett                    | John Birkett                       |  |  |       |  |  |                    |  |  |                |  |
|                                    |                  | Isabella Birkett                    | Elizabeth Robinson                 |  |  |       |  |  |                    |  |  |                |  |
| Catherine Shorter                  |                  | Isabella Birkett                    |                                    |  |  |       |  |  |                    |  |  |                |  |
|                                    |                  | Sir Erasmus Philipps, III baronetto | Sir Richard Philipps, II baronetto |  |  |       |  |  |                    |  |  |                |  |
|                                    |                  | Sir Erasmus Philipps, III baronetto | Sir Richard Philipps, II baronetto |  |  |       |  |  |                    |  |  |                |  |
|                                    |                  | Sir Erasmus Philipps, III baronetto | Elizabeth Dryden                   |  |  |       |  |  |                    |  |  |                |  |
| Elizabeth Phillips                 |                  | Sir Erasmus Philipps, III baronetto |                                    |  |  |       |  |  |                    |  |  |                |  |
|                                    |                  | Catherine Darcy                     | Edward Darcy                       |  |  |       |  |  |                    |  |  |                |  |
|                                    |                  | Catherine Darcy                     | Edward Darcy                       |  |  |       |  |  |                    |  |  |                |  |
|                                    |                  | Catherine Darcy                     | Lady Elizabeth Stanhope            |  |  |       |  |  |                    |  |  |                |  |
|                                    |                  | Catherine Darcy                     |                                    |  |  |       |  |  |                    |  |  |                |  |